# 马加鲁夫海滩

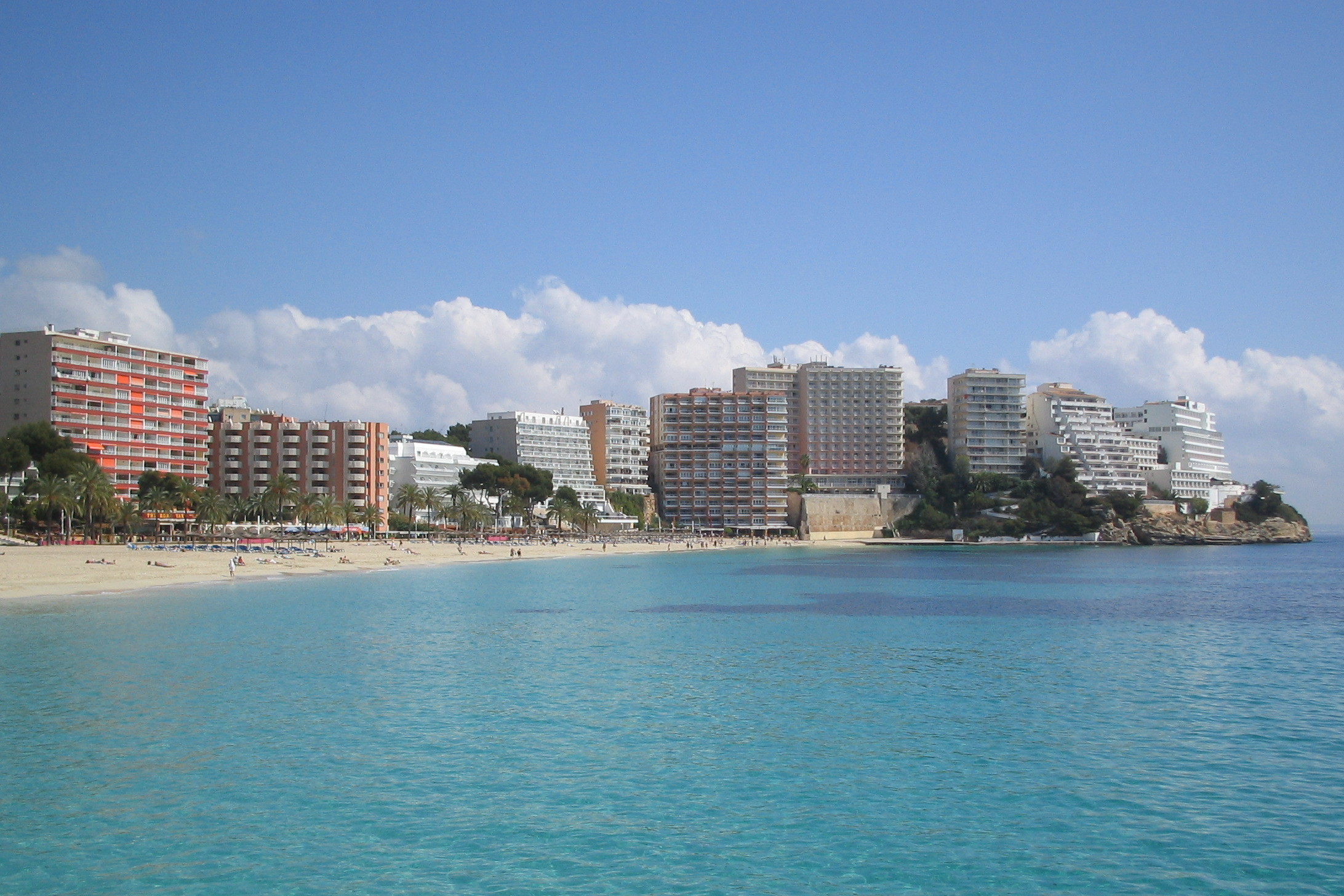
马加鲁夫海滩

39°30′29″N 2°32′12″E / 39.50806°N 2.53667°E
马加鲁夫海滩（IPA：[ˈpladʒə ðə məɣəˈluf]）是西班牙马略卡岛西南部马加鲁夫的细白沙海滩，长一公里。度假酒店、夜总会和其他大众旅游的服务设施，塑造了海滩的城市景观。这里也接待大批当地泳客。
最初，海滩景观是一个看起来不具吸引力的沼泽地，目前的状态是人工再生的产物。距离马加鲁夫海滩海岸半英里处，是波拉萨岛（Porrassa Islet），这里是1229年詹姆士六世及一世的舰队登陆圣庞萨（Santa Ponsa）之前的避难所 。海湾北部地区会受东南风影响，可在沙质上锚定船只，深度在2至5米之间。波拉萨岛保护海滩不受风的影响，但是有一点微风从东方吹来。